# 球腺肿足蕨
球腺肿足蕨（学名：Hypodematium glanduloso-pilosum）为肿足蕨科肿足蕨属下的一个种。

## 扩展阅读
- 維基物種上的相關：球腺肿足蕨